# Acentroscelus albipes
Acentroscelus albipes är en spindelart som beskrevs av Simon 1886. Acentroscelus albipes ingår i släktet Acentroscelus och familjen krabbspindlar. Inga underarter finns listade i Catalogue of Life.